# 前沢バイパス
前沢バイパス（まえさわバイパス）は、国道4号のバイパス道路である（旧道は岩手県道243号新城馬口沢線）。

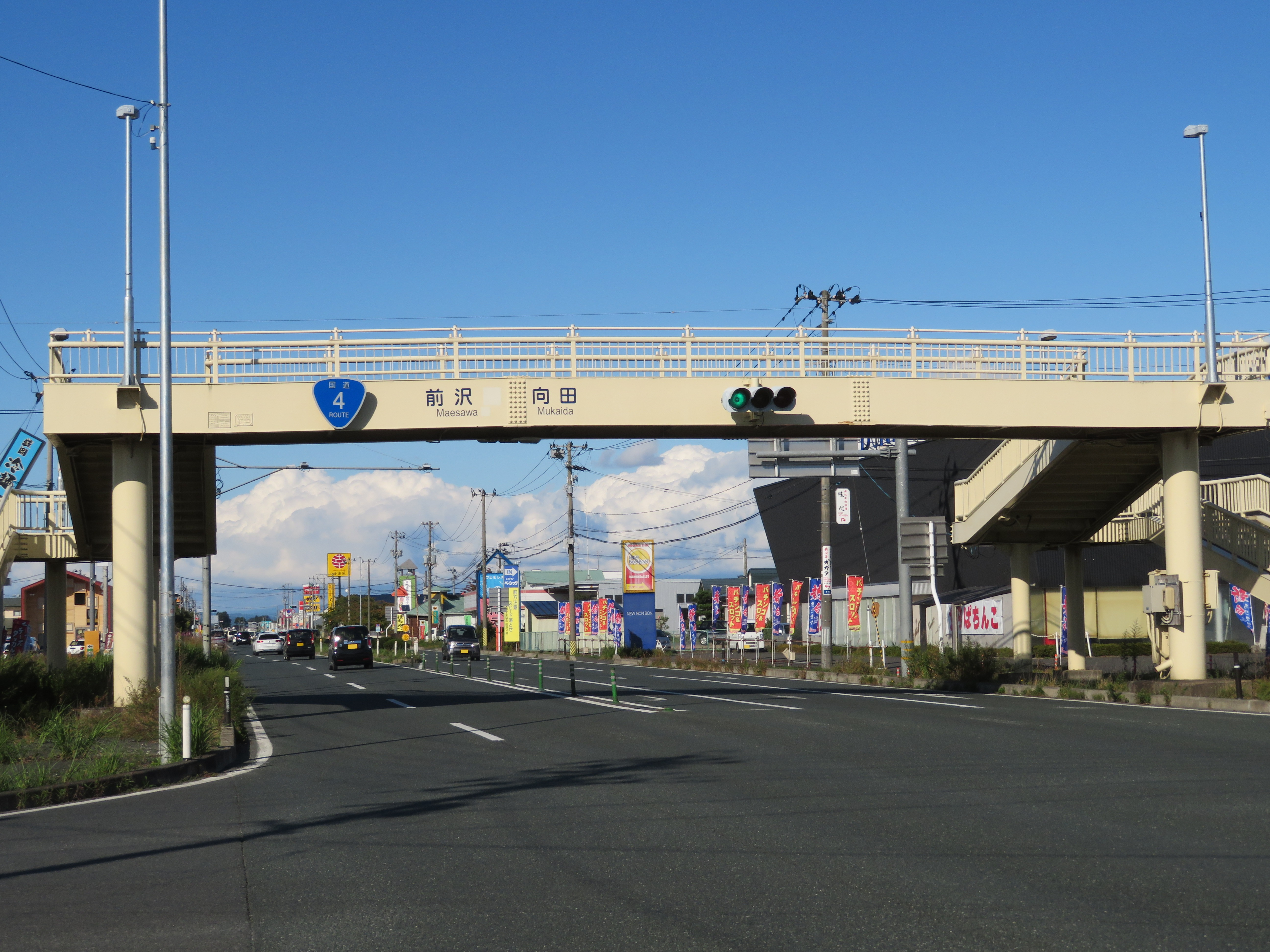
岩手県奥州市前沢区向田１丁目付近

## 概要
- 起点：岩手県奥州市前沢区新城
- 終点：岩手県奥州市前沢区古城
- 設計速度：60km/h
- 幅員：25.0m（4車線）

全区間2車線（イオン前沢店付近のみ4車線）。旧道は途中にクランクがあり見通しが悪く旧前沢町市街地を通過しており交通渋滞が激しかったが、バイパスの開通によって解消した。なお当バイパスの南側から平泉バイパス北口（平泉町平泉字森下十字路・岩手県道237号長坂束稲前沢線との交点）までの区間は中央分離帯付き4車線。

## 地理
- 東北本線
  - 前沢南跨線橋
  - 前沢北跨線橋

## 交差する道路
| 交差する道路               | 交差する場所 |
| -------------------------- | ------------ |
| 国道4号 一関・平泉方面     |              |
| 県道243号新城馬口沢線      | 沖田         |
| 県道237号長坂束稲前沢線    | 向田         |
| 県道106号前沢東山線        | 河の畑       |
| 県道243号新城馬口沢線      |              |
| 国道4号 北上・奥州市街方面 |              |

## 歴史
- 1966年度 - 事業着手
- 1972年12月 - 開通。4車線化用地着手
- 2001年3月29日 - 4車線供用（1.2km）